# Sistema di collocamento pubblico
Per sistema di collocamento pubblico si intende, in Italia, un insieme di strutture pubbliche che hanno lo scopo di fornire ai cittadini disoccupati o in cerca di un nuovo lavoro, un utile strumento per la ricerca dello stesso. Esso si realizza tramite le Agenzie per il lavoro ed i Centri per l'Impiego.

## Evoluzione storica

### Il secondo dopoguerra e la nascita
Dopo la caduta del fascismo e dell'ordinamento sindacale corporativo, nell'immediato secondo dopoguerra in Italia ragioni di natura prettamente politica indussero il legislatore di allora a non restituire tale funzione ai sindacati, che l'avevano mantenuta già soltanto formalmente durante il ventennio fascista. Infatti, con la legge 29 aprile 1949, n. 264 venne disciplinata la materia della mediazione nel mercato del lavoro, sottoponendo il tutto a monopolio esclusivo degli organi dello Stato, essendo prevista la sanzione penale per gli intermediatori privati. Sostanzialmente la norma ricalcava perfettamente il sistema già vigente sotto il regime fascista, in materia di mediazione del lavoro; si considerino in proposito gli artt. 2067 ss c.c. relativi alla vigenza dei contratti collettivi corporativi, ma soprattutto l'art. 2098 c.c. relativo alle Violazioni delle norme sul collocamento dei prestatori di lavoro, penalmente sanzionato.
La gestione pubblica implicava l'iscrizione in apposite liste tenute dagli Uffici di Collocamento, gli uffici periferici del Ministero del lavoro e delle politiche sociali a chi fosse interessato, privo di occupazione o in cerca di una nuova. Il datore di lavoro, invece, che intendeva assumere del personale, doveva presentare una "richiesta di avviamento al lavoro", nella quale andavano inseriti soltanto dati relativi al numero dei lavoratori richiesti e la qualifica che dovevano possedere.  Era la cosiddetta chiamata numerica. L'Ufficio di Collocamento disponeva l'avviamento del lavoratore. La nominatività era richiesta solo in caso di elevata professionalità o per i familiari del datore di lavoro.  Il lavoratore mensilmente provvedeva ad annotare su apposito tessera, conosciuto come modello C1, lo stato di disoccupazione, al fine di non perdere il posto nelle graduatoria. In caso di lavoro, invece egli veniva cancellato dalla graduatoria per reiscriversi, su sua richiesta alla fine della prestazione lavorativa. Il rapporto di lavoro era poi trascritto sul libretto di lavoro (previsto dalla legge 10 gennaio 1935, n. 112) che attestava l'avvenuto effettuazione del lavoro, la qualifica conseguita, il periodo dell'attività.

### Gli anni 1970 e le riforma sociali
Tranne poche modifiche, il sistema iniziale rimase inalterato dal 1949 fino agli anni settanta. Infatti, in tale anno con la legge 11 maggio 1970, n. 83 si regolamentò il collocamento speciale in agricoltura e con la legge n. 300/1970, il cosiddetto Statuto dei lavoratori, artt. 33 e 34, si modificò la chiamata numerica. 

### Le riforme degli anni 1990 e il superamento del sistema pubblico
Successivamente con la legge 28 febbraio 1987 n. 56 e la legge 23 luglio 1991 n. 223, fu abrogato l'obbligo della richiesta numerica, concedendo dapprima l'assunzione su richieste nominative per la metà degli assunti, estesa poi per intero a tutti.
La riforma non modificò i caratteri portanti del sistema di collocamento pubblico: essa fu fortemente intaccata dal d.l. 1º ottobre 1996 n. 510 conv. in legge 28 novembre 1996 n. 609, che ha completamente liberalizzato il sistema delle assunzioni, abolendo anche l'obbligo della richiesta preventiva. Il principio dell'avviamento era stato sostituito in favore di un più semplice meccanismo di domanda e offerta.
Successivamente col governo Prodi I e la riforma Bassanini - in particolare ai sensi della legge 15 marzo 1997, n. 59, a seguito della riorganizzazione e decentramento delle funzioni in materia di mercato del lavoro, si provvide a cedere le funzioni di collocamento pubblico, già dell'"Ufficio Regionale del lavoro e della massima occupazione" (URLMO) e dell'"Ufficio provinciale del lavoro e della massima occupazion" (UPLMO) alle Regioni italiane, in base al disposto del d.lgs. 23 dicembre 1997, n. 469 che prevedeva il decentramento amministrativo in materia delle attribuzioni del sistema  pubblico. In base al principio di sussidiarietà, vennero attribuite alle Regioni le funzioni del mercato del lavoro, le quali le trasferirono alle Province, riservandosi lo Stato soltanto il ruolo generale di indirizzo, promozione,  coordinamento e vigilanza in materia di lavoro.

### La riforma Biagi del 2003
L'ultima e radicale trasformazione del sistema di collocamento è avvenuta con l'intervento della cosiddetta Legge Biagi, emanata durante il Governo Berlusconi II, che ha fortemente modificato la disciplina degli intermediari dei mercato del lavoro, introducendo le Agenzie per il Lavoro, imprese di diritto privato, che insieme ai Centri per l'Impiego forniscono un'alternativa al canale di inserimento pubblico nel lavoropubblici.

## Disposizione relative alla fasce sociali deboli
La legge 2 aprile 1968 n. 482 prevedeva già a suo tempo un collocamento obbligatorio per soggetti con disabilità (o, nelle parole della legge dell'epoca, "con menomazioni fisiche, psichiche, sensoriali e intellettive") nonché a chi avesse vantato ragioni di benemerenza (figli orfani, coniugi superstiti di soggetti deceduti in guerra o sul lavoro ecc.), imponendo ai datori di lavoro l'assunzione di una percentuale di tali soggetti rapportata al numero complessivo dei dipendenti della loro impresa.
Con la legge 12 marzo 1999, n. 68 venne abrogata la predetta legge del 1968, introducendo il cosiddetto "collocamento mirato", ovvero come definito dalla stessa legge quale:
La legge deroga al sistema della libertà di assunzione, in quanto, proprio per le specificità del lavoratore, in quanto disabile, interviene imponendo l'assunzione solo se i lavoratori fossero iscritti in appositi elenchi in un'unica graduatoria.
La stessa legge individua i criteri per ritenere una persona disabile o meno, e prevede che il datore di lavoro possa assumere chiamando sulla base del sistema della graduatoria. La legge del 1999 non modifica il sistema già in uso nel 1968. Cambia, tuttavia, l'obbligo di assunzione in quanto grava sui datori di lavoro pubblici e privati che abbiano più di 15 dipendenti. L'obbligo è sospeso nei confronti delle imprese che abbiano ottenuto l'intervento della Cassa integrazione guadagni o in procedura di mobilità.
È utile ricordare che, gli uffici competenti possono concedere ai datori di lavoro privati, sulla base dei programmi presentati e nei limiti delle disponibilità del Fondo di cui al comma 4 dell'art 13:
- la fiscalizzazione nella misura del 50 per cento, per la durata massima di cinque anni, dei contributi previdenziali ed assistenziali relativi ad ogni lavoratore disabile che, assunto in base alla presente legge, abbia una riduzione della capacità lavorativa compresa tra il 67 per cento e il 79;
- la fiscalizzazione totale, per la durata massima di otto anni, dei contributi previdenziali ed assistenziali relativi ad ogni lavoratore disabile che, assunto in base alla presente legge, abbia una riduzione della capacità lavorativa superiore al 79 per cento;
- il rimborso forfettario parziale delle spese necessarie alla trasformazione del posto di lavoro per renderlo adeguato alle possibilità operative dei disabili con riduzione della capacità lavorativa superiore al 50 per cento o per l'apprestamento di tecnologie di tele-lavoro ovvero per la rimozione delle barriere architettoniche che limitano in qualsiasi modo l'integrazione lavorativa del disabile.

La legge 24 dicembre 2007 n. 247 (relativa all'attuazione del Protocollo sul Welfare del 23 luglio 2007) ha introdotto varie modifiche alla normativa in tema di convenzioni e incentivi alle assunzioni. In particolare,  per tenere conto delle prescrizioni contenute nel Regolamento CE n. 2204/2002 la legge del 2007 ha sostituito la fiscalizzazione totale o parziale della contribuzione con un contributo all'assunzione calcolato in misura percentuale sul costo salariale annuo e commisurato all'effettiva capacità lavorativa del disabile assunto.
Altre leggi speciali, fatte salve dalla legge 68/1999 art.1 comma 3, e quindi pienamente in vigore, valgono per i centralinisti telefonici non vedenti, ad esempio la legge 113/1985, per i massaggiatori e i massofisioterapisti non vedenti, legge 686/1961, per i terapisti della riabilitazione non vedenti, legge 29/1994, e per gli insegnanti non vedenti la legge 270/1982.